# Свежно (гміна)
Гміна Свежно (пол. Gmina Świerzno) — сільська гміна у північно-західній Польщі. Належить до Каменського повіту Західнопоморського воєводства.
Станом на 31 грудня 2011 у гміні проживало 4357 осіб.

## Територія
Згідно з даними за 2007 рік площа гміни становила 140.20 км², у тому числі:
- орні землі: 61.00%
- ліси: 30.00%

Таким чином, площа гміни становить 13.93% площі повіту.

## Населення
Станом на 31 грудня 2011:
| Опис     | Загалом | Загалом | Чоловіки | Чоловіки | Жінки | Жінки |
| -------- | ------- | ------- | -------- | -------- | ----- | ----- |
| одиниця  | осіб    | %       | осіб     | %        | осіб  | %     |
| все      | 4357    | 100     | 2167     | 49.74    | 2190  | 50.26 |
| міське   | 0       | 100     | 0        |          | 0     |       |
| сільське | 4357    | 100     | 2167     | 49.74    | 2190  | 50.26 |

## Сусідні гміни
Гміна Свежно межує з такими гмінами: Ґольчево, Ґрифіце, Дзівнув, Камень-Поморський, Карніце, Реваль.